# Парк Юрського періоду (роман)
«Парк Юрського періоду» (англ. Jurassic Park) — науково-фантастичний роман Майкла Крайтона 1991 року. Книга складається з семи циклів та розповідає про неочікуваний збій, що трапився у незвичному парку розваг з клонованими динозаврами. Твір ілюструє математичну концепцію теорії хаосу та слугує свого роду історією-застереженням на тему генетичної інженерії. 1995 року Крайтон опублікував роман-продовження — «Загублений світ», а 1997 року обидві книги вийшли під одною палітуркою з назвою «Світ Юрського періоду» (непов'язаний з однойменним фільмом).
1993 року за мотивами роману американський режисер Стівен Спілберг зняв однойменний блокбастер — «Парк Юрського періоду», а 1997 року фільм-продовження — «Парк Юрського періоду 2: Загублений світ», який також має за основу однойменний роман. Третій фільм «Парк Юрського періоду 3», який 2001 року зняв режисер Джо Джонсон, містить декілька елементів, тем та сцен з обох книг, які не використовувалися в попередніх екранізаціях, зокрема сцени з пташиним вольєром та судном. 12 червня 2015 року вийшов четвертий фільм з серії «Парку Юрського періоду» — «Світ Юрського періоду», режисером якого став Колін Треворров.
Історія роману починається 1983 року, коли Крайтон написав сценарій про студента-випускника, якому вдалося клонувати динозаврів. Зважаючи на те, генетичні дослідження потребують великого фінансування та й просто «не існує нагальної потреби у створенні динозаврів», Крайтон дійшов висновку, що ідея клонування динозаврів може виникнути внаслідок «бажання розважати», задля створення парку розваг, де будь-хто на світі матиме змогу подивитися на колись вимерлих створінь. Першопочатково розповідь велась від імені дитини, але внаслідок критики з боку тих, хто мав змогу прочитати перший варіант книги, Крайтон погодився, що насправді краще, аби розповідь велася від імені дорослого.

## Сюжет
Впродовж 1989 року в Коста-Риці стається низка нападів невідомих тварин на дітей. Вціліла дівчинка описує нападників як ящірку, що пересувалася на двох лапах, нагадуючи динозавра. Невдовзі вдається знайти рештки загадкової істоти, яку вполювала мавпа. Палеонтолог Алан Грант і його аспірантка Еллі Сетлер підозрюють, що тварини втекли з острова Ісла Нублар, який орендував мільйонер Джон Геммонд, голова корпорації «ІнДжен». Його дивні замовлення наукового обладнання та пошуки останків динозаврів дають підстави вважати, що Геммонд замислив шляхом генної інженерії повернути до життя динозаврів та зробити на Ісла Нублар унікальний парк розваг з доісторичними тваринами.
Боячись втратити підтримку японських інвесторів, Геммонд запрошує Алана й Еллі оглянути острів та підтвердити, що тварини з нього не можуть втекти. Крім них на Ісла Нублар вирушають математик Іян Малкольм і юрист Дональд Джаннеро. Вони розмірковують як можливо відродити динозаврів і на скільки їхнє життя можливо контролювати.
Прибувши на острів, вони пересвідчуються, що «ІнДжен» вивели динозаврів, від рослиноїдних апатозаврів і до хижих тиранозаврів. Для цього було взято ДНК, що збереглася в червоних клітинах крові, котру пили доісторичні комарі й потрапили в смолу, що утворила бурштин. Проте ДНК лише деяких видів вдалося відновити, доповнюючи прогалини фрагментами ДНК споріднених істот. Поміщені в інкубатори динозаври в більшості гинуть через генетичні вади й інші фактори. Джон Геммонд запевняє, що істоти не могли покинути парку, адже їх спроектовано залежними від лізину, без якого динозаври помирають через 12 годин. Геммонд демонструє різноманітні автоматизовані системи парку, такі як огорожі під напругою і детектори рухів.
До гостей парку приєднуються онуки Геммонда, Тім і Лекс. Подорожуючи з ними островом, Грант виявляє шкаралупу яєць, що свідчить про розмноження динозаврів. Геммонд заперечує це, доводячи, що всі динозаври — самиці, тому не можуть розмножуватися. Незабаром Малкольм виявляє, що система підрахунку динозаврів лише звіряється з кількістю виведених в інкубаторі істот. Задавши інші параметри пошуку, він відкриває, що насправді динозаврів на кілька десятків більше. Іян розмірковує над тим, що парк — складна система і передбачити її розвиток неможливо. Сетлер натрапляє на стегозавра, отруєного місцевими ягодами. Вона здогадується, що динозавр проковтнув їх разом з камінням, чого творці парку не передбачали.
Тим часом головний програміст парку Денніс Недрі потай вимикає системи безпеки, щоб викрасти ембріони динозаврів. Це вимикає датчики руху й електричні огорожі, дозволяючи динозаврам втекти з вольєрів. Денніс планує передати ембріони за винагороду генетику Льюїсу Доджсону, котрий таємно працює на конкурентів «ІнДжен» — корпорацію «Біосин». Проте в дорозі до корабля його застає ураган і Денніс губиться. Вирушивши далі пішки, він стає жертвою дилофозавра.
Грант та інші гості парку опиняються посеред острова і бачать, що з вольєру втік хижий тиранозавр. Тікаючи від нього, Іян раниться, а Грант з дітьми вирушає до диспетчерської. Іяна знаходить єгер Роберт Малдун і передає ветеринарові Джеррі Гардінгу. Математик повільно вмирає, повторюючи про мізерні шанси інших вижити.
Інженер парку Джон Арнольд об'єднується з генетиком Генрі Ву, Робертом і Геммондом у прагненні полагодити роботу парку. Їм вдається зрозуміти що зробив Денніс і ввімкнути електричні огорожі. Проте з'ясовується, що головний генератор не працює, через що велоцираптори опиняються на волі. Ці динозаври вбивають Арнольда та Ву. Тим часом Грант з дітьми знаходять човен і прямують до гостьового центру, де змушені рятуватися від нападу птеродактилів. Вони виявляють як кілька рапторів пробираються на корабель і поспішають попередити про це решту. Тіму вдається отримати доступ до комп'ютера та відновити живлення електроогорож. Дженнаро ж змушує корабель повернутися до Ісла Нублар.
Грант і Сетлер з Малдуном і Дженнаро вирішують завадити розмноженню рапторів, які володіють найвищим інтелектом і тому найнебезпечніші. Вони знаходять кладки яєць у колекторі, де їх підігріває вулканічне тепло. Геммонд, злякавшись тиранозавра, тікає і стає жертвою прокомпсогнатусів. Грант врешті дізнається, що для відновлення ДНК динозаврів використовувалася ДНК жаб, здатних змінювати свою стать. Таким чином у динозаврів з'явилися самці та почалося їх неконтрольоване розмноження.
На острів прибуває армія Коста-Рики, Грант повідомляє бійцям, що динозаври небезпечні. Ісла Нублар піддається випаленню напалмом. Вцілілих переправляють до Коста-Рики. За тиждень Грант довідується, що в джунглях Коста-Рики невідомі істоти поїдають курчат і рослини, що містять лізин. Тобто, динозаври все ж втекли з острова.

## Персонажі

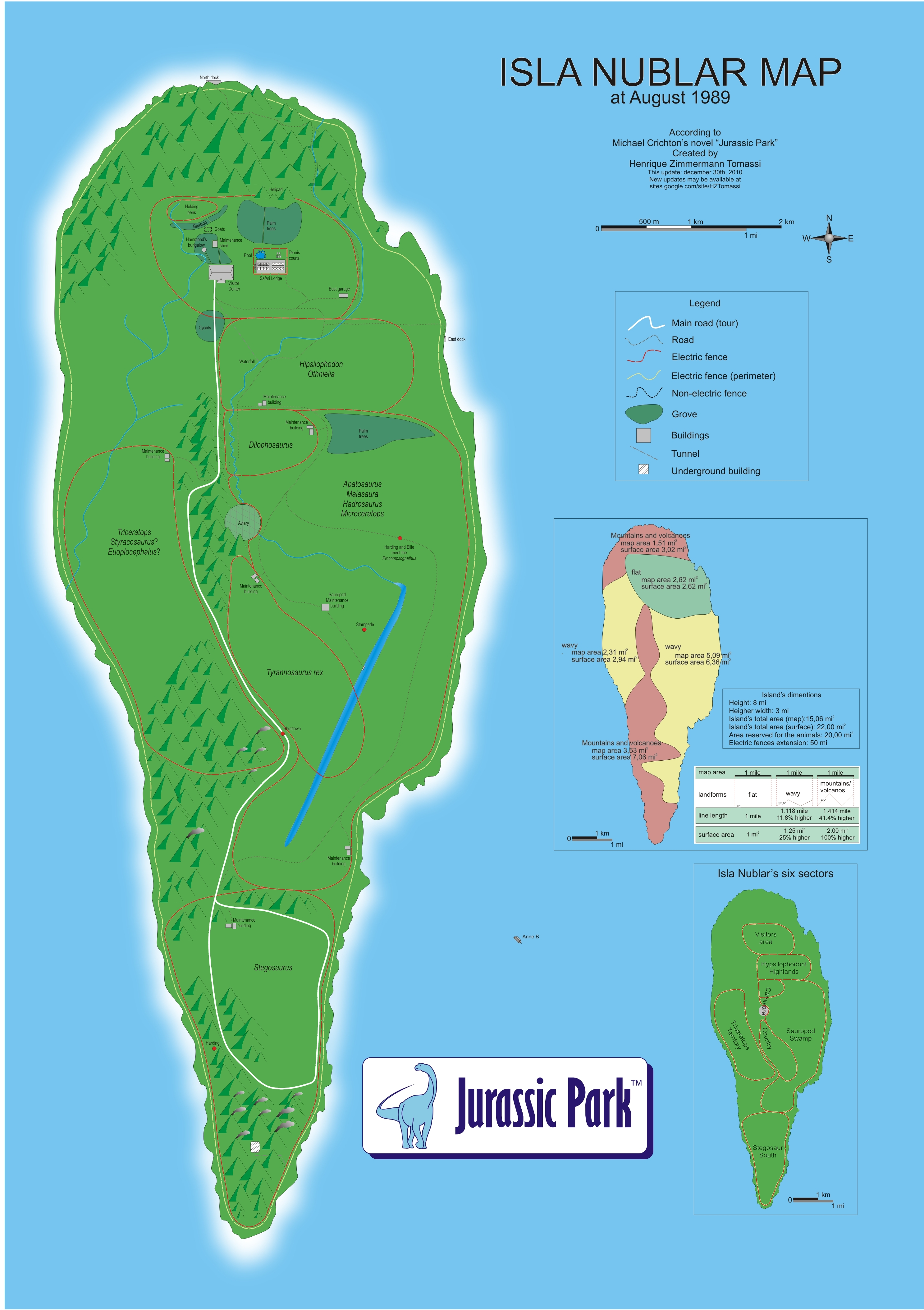
Мапа острова Ісла Нублар.

- Джон Геммонд — мультимільйонер, засновник корпорації «Інтернешл Дженетик Текнолоджіс Інк» або просто «ІнДжен», яка за рахунок японських інвесторів втілювала в життя Геммондовів проект з створення парку розваг «Парк Юрського періоду» з клонованими динозаврами на великому острові Ісла Нублар, що розташовується за сто миль від берега Коста-Рики.
- Алан Грант — професор палеонтології в Університеті Денвера. Погоджується на пропозицію Геммонда навідатись на острів та провести там вихідні за двадцять тисяч гонорару на день. Бере з собою доктора Сетлер, якій пообіцяли такий самий гонорар. Такої великої суми вистачить для їхніх палеонтологічної експедицій на наступні два сезони.
- Еллі Сетлер — молода аспірантка, палеоботанік, супроводжує Гранта на острів Ісла Нублар.
- Іян Малкольм — один із найвідоміших математиків нового покоління, спеціаліст з теорії хаосу. З самого початку не схвалює такого парку розваг з доісторичними тваринами, адже така затія непередбачувана за своєю суттю і неодмінно призведе до збою.
- Алексис Мерфі (Лекс) — семи- або восьмирічна онука Геммонда, яка разом із братом Тімом прибула на острів для екскурсії. Примхлива, весь час дражнить брата.
- Тімоті Мерфі (Тім) — одинадцятирічний онук Геммонда, який разом із сестрою Лекс прибув на острів для екскурсії. Юний знавець динозаврів та комп'ютерний ентузіаст.
- Денніс Недрі — програміст, розробник комп'ютерної системи парку. Вимкнув усі системи безпеки, зокрема систему зв'язку та електифіковану огорожу, аби викрасти з лабораторії ембріон динозавра та передати його за значну суму грошей концерну «Біосин», конкуренту «ІнДжен».
- Дональд Дженнаро — юрист «ІнДжен», який захищає права японських інвесторів. Навідується на острів заради оцінки стану проекту.
- Роберт Малдун — начальник охорони відділу диких тварин у «Парку Юрського періоду». На його думку деякі динозавру парку становлять велику небезпеку, серед яких, зокрема, велоцираптори. Вимагав у Геммонда зброю — протитанкові керовані ракети.
- Джон Арнольд — головний індженер, який відповідає за механізм контролю та запуску парку розваг. Вважає, що такий проект є одним із найамбітніших в історії. Засуджує швидке відкриття тематичного парку, адже щоб усунути усі недоліки потрібні роки.
- Доктор Генрі Ву — генетик, який здійснив клонування динозаврів. Зважаючи на те, що тварини занадто швидкі та небезпечні, пропонує Геммонду вивести повільний, більш свійський вид динозаврів, яких легше контролювати, щоб забезпечити безпеку майбутніх відвідувачів.
- Ед Реджис — голова відділу зв'язків із громадськістю, проводить екскурсію для новоприбулих науковців та онуків Геммонда.
- Джеррі Гардінг — ветлікар, який погодився працювати на Геммонда, задля перспективи написання першого в світі підручника про хвороби динозаврів.
- Льюїс Доджсон — генетик у компанії «Біосин», де працював у відділі розробки нової продукції. Займався промисловим шпигунством, здебільшого проти корпорації «ІнДжен». Підбурює Денніса Недрі на крадіжку ембріона динозавра.

## Переклад українською
- Майкл Крайтон. Парк Юрського періоду / пер. з англ. Романа Клочка. — К. : КМ-Букс, 2017. — 544 с. — ISBN 978-617-7489-74-9.